# María Teresa de Francia
María Teresa Carlota de Francia, Madame Royale (19 de diciembre de 1778-19 de octubre de 1851) fue una princesa francesa y primogénita de Luis XVI de Francia y María Antonieta de Austria, siendo la única de los hijos de los monarcas en llegar a la edad adulta. Contrajo matrimonio con su primo hermano, el duque de Angulema Luis Antonio, sobrino de su padre, hijo mayor de su tío, el hermano más joven de Luis XVI, quien se convertiría posteriormente en rey de Francia como Carlos X.
Duquesa de Angulema por matrimonio, María Teresa se convirtió en delfina de Francia tras la subida al trono de su suegro en 1824, llegando a ser técnicamente reina de Francia durante 20 minutos el 2 de agosto de 1830 después de que el rey firmase el acta de abdicación y antes de que su esposo firmase, a regañadientes, el mismo documento aproximadamente veinte minutos después.

## Biografía

### Primeros años

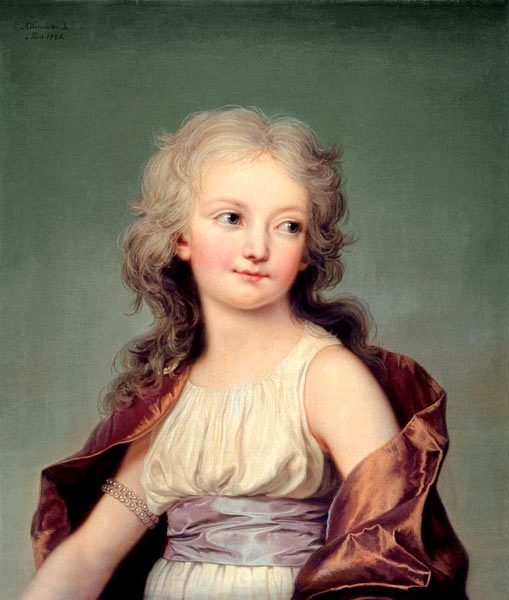
Retrato de María Teresa, por Adolf Ulrik Wertmüller (1786)

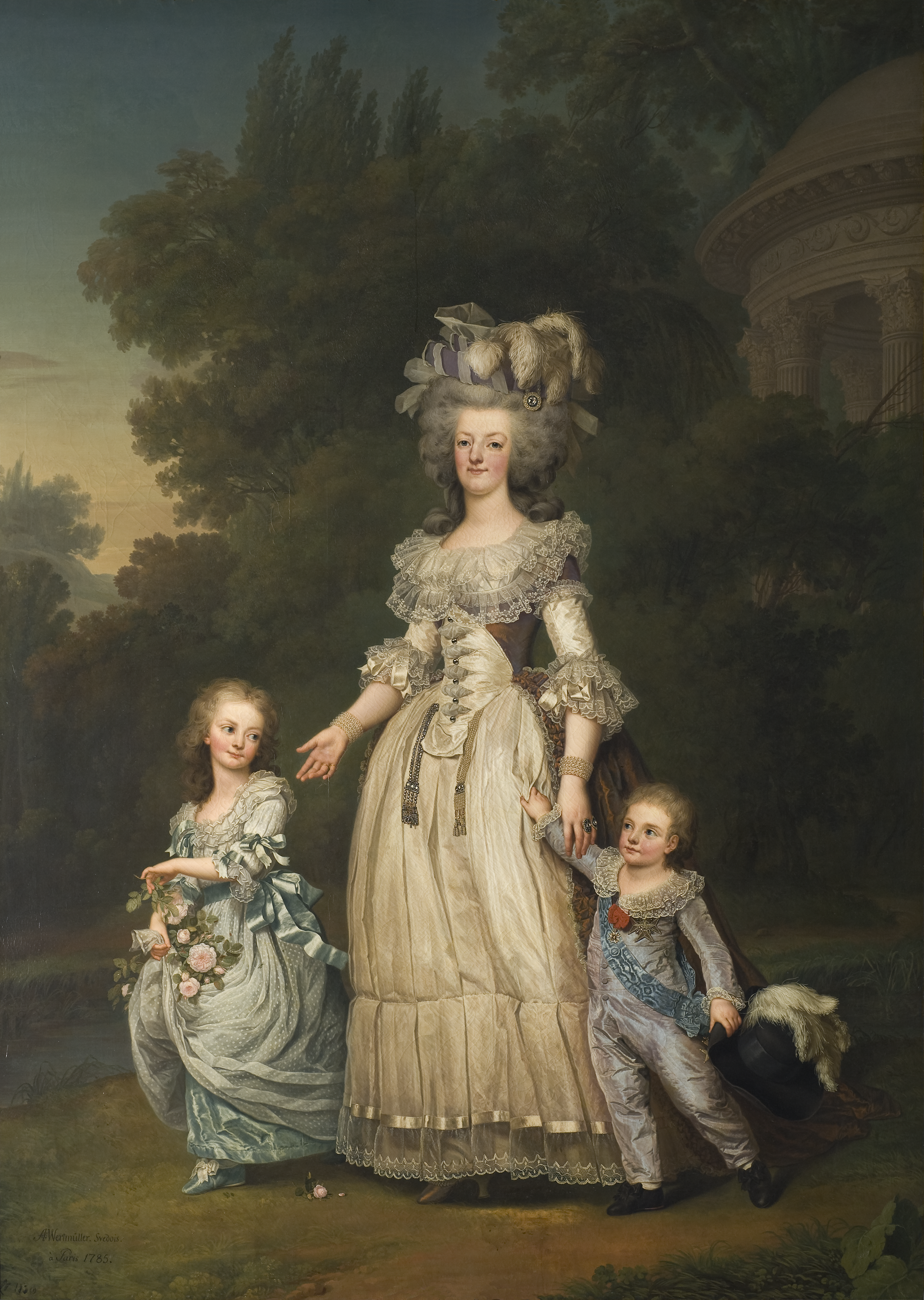
Retrato de María Antonieta con sus hijos María Teresa y Luis José en el Petit Trianon, por Wertmüller (1785)

María Teresa nació el 19 de diciembre de 1778 en el Palacio de Versalles, siendo el primer vástago de Luis XVI y María Antonieta tras ocho años de matrimonio. Como hija del rey de Francia, María Teresa era considerada fille de France (hija de Francia), además de ostentar el tratamiento de Madame Royale desde su nacimiento por ser la hija mayor.
María Antonieta estuvo a punto de morir asfixiada durante el alumbramiento debido a que la habitación en la que dio a luz se hallaba muy concurrida (como era costumbre en los nacimientos de la realeza) y sin ventilación, si bien las ventanas fueron finalmente abiertas para permitir la entrada de aire fresco en un intento por reanimar a la reina. En consecuencia, Luis XVI prohibió el acceso al público en los futuros partos, permitiendo únicamente la asistencia de los miembros más cercanos de la familia y de un reducido número de cortesanos en los subsecuentes alumbramientos. Cuando recobró el conocimiento, María Antonieta saludó a su hija (a quien posteriormente llamaría «Mousseline») con las siguientes palabras:

Pobre pequeña, no eres deseada, ¡pero no serás menos querida para mí! Un hijo habría pertenecido al estado - tú me pertenecerás a mí.

La pequeña fue bautizada el día de su nacimiento, recibiendo el nombre de María Teresa por su abuela materna la emperatriz María Teresa de Austria, mientras que el nombre de Carlota le fue otorgado en honor a la hermana favorita de María Antonieta, María Carolina de Austria, reina consorte de Nápoles y Sicilia, conocida familiarmente como Carlota.
El palacio de María Teresa, erigido de inmediato acorde con la estricta etiqueta de Versalles, estaba dirigido por su gobernanta Victoria de Rohan, princesa de Guéméné, quien posteriormente se vería forzada a renunciar a su puesto a consecuencia de la bancarrota de su esposo, siendo reemplazada por una de las favoritas de la reina, Yolande de Polastron, duquesa de Polignac, si bien el cuidado de la pequeña fue encomendado a la sous gouvernante Marie-Angélique de Mackau. Luis XVI era un padre afectuoso que consentía a su hija, mientras que María Antonieta solía hacer gala de un carácter más estricto.
Decidida a no permitir que María Teresa se convirtiese en una mujer arrogante y malcriada al igual que las tías de Luis XVI, la reina solía invitar a niños de bajo estrato social a cenar con María Teresa, alentando al mismo tiempo a su hija a regalar sus juguetes a los pobres. En contraste con la imagen de mujer materialista e ignorante de la situación de las clases bajas, María Antonieta intentó enseñar a su hija el sufrimiento de las personas sumidas en la pobreza. En el Año Nuevo de 1784, tras haber ordenado llevar varios juguetes valiosos al apartamento de María Teresa, la reina dijo a su hija:

Me hubiera gustado haberte dado todo esto como regalo de Año Nuevo, pero el invierno es muy duro, hay una multitud de personas infelices que no tienen pan que comer, ni ropa que llevar, ni leña para hacer fuego. Les he dado todo mi dinero; no he dejado nada para comprar tus regalos, de modo que no habrá nada este año.

María Teresa tuvo dos hermanos y una hermana: Luis José, delfín de Francia (1781-1789); Luis Carlos, duque de Normandía (1785-1795); y María Sofía Helena Beatriz, Madame Sofía (1786-1787). María Teresa estaba especialmente unida a Luis José, estrechando lazos con Luis Carlos tras la prematura muerte del delfín. Siendo niña, María Teresa destacó por su gran atractivo físico, sobre todo por sus ojos azules, heredando además la buena apariencia de su madre y de su abuela materna.

### Estallido de la Revolución
A medida que María Teresa crecía, el sentimiento revolucionario ganaba impulso. El descontento social y el elevado déficit presupuestario provocaron la aparición del movimiento antiabsolutista. Para 1789, Francia se hallaba próxima al estallido de la Revolución como consecuencia de la bancarrota causada por el apoyo del país a la guerra de Independencia de los Estados Unidos y del alto precio de los alimentos producto de la sequía, todo ello exacerbado por la propaganda de la época, cuyo objetivo principal era desacreditar y ridiculizar a la monarquía y, en especial, a María Antonieta, a quien se acusaba de ser la causante de la crisis financiera, de traicionar a Francia en favor de los intereses de Austria, y de mantener relaciones sexuales con miembros de la corte de ambos sexos.
Según se incrementaban los ataques contra la reina, la popularidad de la monarquía se desplomaba. En la corte de Versalles, los celos y la xenofobia constituían las principales causas de resentimiento e ira hacia María Antonieta. Su impopularidad entre poderosos miembros de la corte tales como el duque de Orleans y el conde de Provenza condujo a la impresión y distribución masiva de panfletos en los cuales se acusaba a la reina de cometer depravaciones sexuales y de haber provocado la ruina económica del país. A pesar de que actualmente se considera que las acciones de María Antonieta tuvieron un impacto poco relevante como para provocar tal grado de animosidad hacia su persona, el daño provocado por los libelos injuriantes supuso un catalizador para el alzamiento que tendría lugar poco después.
Esta crítica situación a nivel político tuvo, no obstante, poco efecto en María Teresa debido a varias tragedias que le afectaron a nivel personal: la muerte de su hermana Sofía en 1787 seguida, dos años después, por la de su hermano el delfín Luis José, quien falleció a consecuencia de la tuberculosis el 4 de junio de 1789, casi un mes después de la apertura de los Estados Generales.

### Traslado al Palacio de las Tullerías
La agitación ciudadana alcanzó su punto álgido cuando se produjo la toma de la Bastilla el 14 de julio de 1789. La vida de María Teresa, quien tenía diez años por aquel entonces, empezó a verse afectada por estos acontecimientos cuando varios miembros de la corte fueron enviados al extranjero por motivos de seguridad. Su tío el conde de Artois y su gobernanta la duquesa de Polignac, entre otros, emigraron por orden de Luis XVI. La duquesa fue reemplazada por Luisa Isabel de Croy, marquesa de Tourzel, cuya hija Pauline terminaría por convertirse en gran amiga de María Teresa.
La marcha sobre Versalles, la cual tuvo lugar el 5 de octubre de 1789, estaba compuesta por mujeres de las clases bajas quienes marcharon de París a Versalles con la intención de conseguir alimento y llevar a cabo demandas políticas. Tras el asalto al palacio en las primeras horas de la madrugada del 6 de octubre el cual obligó a la familia real a buscar refugio en los apartamentos del rey, la muchedumbre consiguió que Luis XVI se trasladase con su familia al Palacio de las Tullerías en París.
Con el transcurso del deterioro político, Luis XVI y María Antonieta tomaron conciencia de que sus vidas corrían peligro, motivo por el que aceptaron participar en un plan de fuga organizado con la ayuda del conde Hans Axel de Fersen. Dicho plan consistía en que la familia real huyese a Montmédy, un fuerte realista situado en el noreste, si bien la comitiva real fue interceptada en Varennes y obligada a regresar a París.

### Torre del Temple

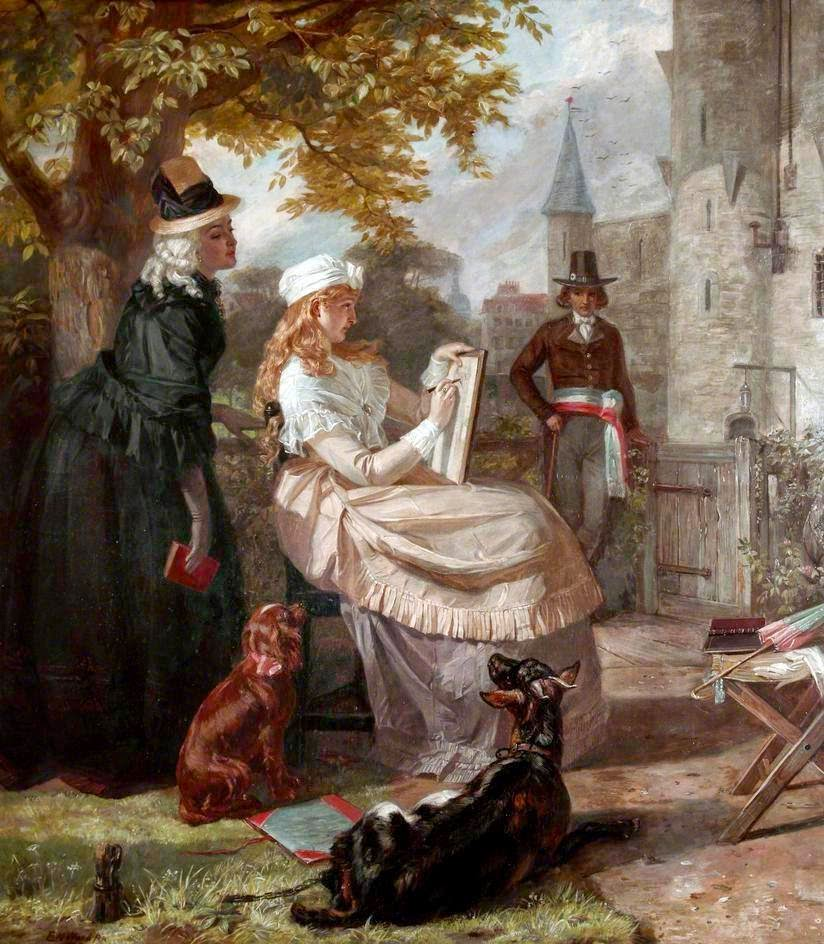
La huérfana del Temple, por Edward Matthew Ward

El 10 de agosto de 1792, después de que la familia real solicitase asilo a la Asamblea Legislativa tras el asalto al Palacio de las Tullerías, Luis XVI fue depuesto, si bien la abolición de la monarquía no se produciría hasta el 21 de septiembre del mismo año. El 13 de agosto, la familia real fue encerrada en la Torre del Temple, una fortaleza medieval ubicada en la capital en la cual había residido el conde de Artois. El 3 de septiembre, la princesa de Lamballe, amiga de María Antonieta, fue asesinada y decapitada, siendo su cabeza clavada en una pica y exhibida ante las ventanas del Temple. María Antonieta, quien no llegó a ver la cabeza de la princesa, se desmayó tras tener conocimiento de lo ocurrido, hecho sobre el cual María Teresa diría años más tarde que aquella había sido la primera vez en que había visto a su madre perder sus fuerzas.
El 21 de enero de 1793, Luis XVI fue ejecutado en la guillotina, siendo el pequeño Luis Carlos reconocido por los monárquicos como Luis XVII de Francia. Casi seis meses después, la tarde del 3 de julio de 1793, varios guardias entraron en el apartamento de la familia real y se llevaron por la fuerza a Luis Carlos, quien fue puesto bajo el cuidado de Antoine Simon, zapatero y comisario del Temple. En el apartamento quedaron María Antonieta, María Teresa y Madame Isabel, hermana del rey. Cuando María Antonieta fue conducida a la Conciergerie casi un mes más tarde, la noche del 1 de agosto de 1793, María Teresa quedó al cuidado de su tía Isabel, quien sería trasladada a la Conciergerie el 9 de mayo de 1794 y ejecutada al día siguiente. De todos los miembros de la familia real encarcelados, María Teresa fue la única en sobrevivir al Reinado del Terror.
Su estancia en el Temple transcurrió en la más absoluta soledad. Los dos únicos libros a los que tenía acceso, el famoso libro de oraciones Imitación de Cristo y Voyages, de La Harpe, fueron leídos repetidas veces por María Teresa hasta el punto de que la joven terminó por cansarse de ellos. Su solicitud de tener acceso a más libros fue denegada por los oficiales al igual que otras peticiones, teniendo María Teresa que oír con frecuencia el llanto y los gritos de su hermano Luis Carlos cuando era golpeado. El 11 de mayo, Maximilien Robespierre visitó a María Teresa, si bien no existen registros de la conversación que el político mantuvo con ella. Durante su encarcelamiento, María Teresa no fue informada del destino de su familia, sabiendo únicamente que su padre había muerto. En una de las paredes de su habitación en el Temple, María Teresa escribió:

María Teresa Carlota es la persona más infeliz del mundo. No puede obtener noticias de su madre, ni reunirse con ella pese a que lo ha pedido mil veces. Vive mi buena madre a quien quiero bien pero de quien no puedo oír noticias. Oh padre mío, vigílame desde el Cielo. Oh Dios mío, perdona a aquellos que han hecho sufrir a mis padres.

A finales de agosto de 1795, María Teresa fue finalmente informada del destino de su familia por Madame Renée de Chanterenne. Tras tener conocimiento de la muerte de sus seres queridos, María Teresa empezó a llorar, profiriendo gritos de angustia y dolor. Solo tras el fin del Terror se permitió a María Teresa abandonar Francia. Liberada el 18 de diciembre de 1795, la joven fue intercambiada por los prisioneros Pierre Riel de Beurnonville, Jean-Baptiste Drouet, Hugues-Bernard Maret, Armand Gaston Camus, Nicolas Marie Quinette y Charles-Louis Huguet de Sémonville, siendo conducida a Viena, donde se hallaba su primo el emperador Francisco II.

### Exilio

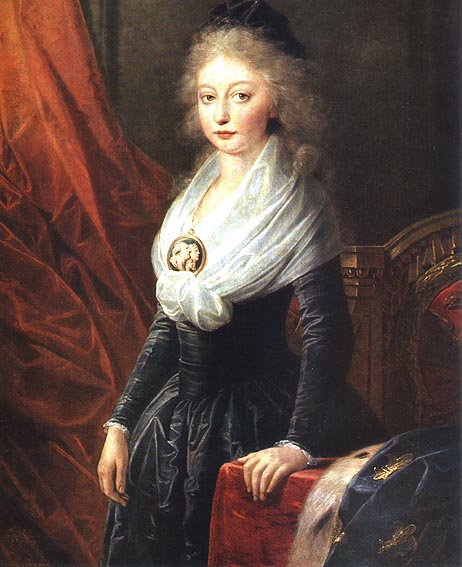
Retrato de María Teresa, por Heinrich Friedrich Füger (después de 1795)

María Teresa llegó a la capital austriaca la tarde del 9 de enero de 1796 tras veintidós días de viaje, trasladándose posteriormente a Mitau, Curlandia (actual Jelgava, Letonia), donde el conde de Provenza, autoproclamado rey de Francia como Luis XVIII tras la muerte del hermano de María Teresa, residía en calidad de invitado del zar Pablo I de Rusia. El conde, quien no tenía hijos, deseaba que su sobrina contrajese matrimonio con Luis Antonio, hijo de su hermano el conde de Artois, a lo que María Teresa accedió. El conde de Artois, cuyo hijo era tímido y tartamudo, trató de persuadir a Luis XVIII de no llevar a cabo el enlace, si bien la boda tuvo lugar finalmente el 10 de junio de 1799 en el Palacio de Jelgava. El matrimonio no tuvo descendencia. La familia real se trasladó posteriormente a Gran Bretaña, estableciéndose en Hartwell House, Buckinghamshire, si bien el suegro de María Teresa pasó la mayor parte del tiempo en el Palacio de Holyrood, en Edimburgo, donde le habían sido otorgados varios apartamentos.
El exilio de la familia real llegó a su fin con la abdicación de Napoleón Bonaparte en 1814 y la primera Restauración borbónica, lo que supuso la subida al trono de Luis XVIII.

### Restauración Borbónica
Luis XVIII intentó mediar entre liberales y ultramonárquicos, estos últimos liderados por el conde de Artois. Intentó también reprimir a todos aquellos que afirmaban ser Luis XVII, quien se sospechaba había logrado sobrevivir a la Revolución francesa, si bien en realidad había fallecido en el Temple en 1795. Todos estos intentos de suplantación provocaron gran angustia en María Teresa, quien se sentía emocionalmente exhausta y desconfiaba de todos aquellos que habían mostrado apoyo a la Revolución o a Napoleón. Visitó el lugar en el que había muerto su hermano así como el cementerio de la Magdalena, lugar en el que se hallaba la fosa común en la que habían sido sepultados los restos de sus padres. Estos restos, los cuales no pudieron ser identificados debido al estado de los mismos, fueron exhumados el 18 de enero de 1815 y enterrados en la basílica de Saint-Denis, necrópolis de los reyes de Francia, tres días después, coincidiendo con el vigésimo segundo aniversario de la ejecución de Luis XVI.
En marzo de 1815, Napoleón regresó a Francia y empezó a ganar apoyos rápidamente, levantando un ejército en el conocido como periodo de los Cien Días. Luis XVIII huyó de Francia, si bien María Teresa, quien se encontraba en Burdeos, intentó reunir a tropas locales, las cuales accedieron a defenderla bajo la condición de no provocar una guerra civil con las tropas de Bonaparte. María Teresa permaneció en Burdeos pese a las órdenes de Napoleón de arrestarla en cuanto sus tropas dirigidas por el general Bertrand Clauzel llegasen a la ciudad. Creyendo que su causa estaba perdida, y con el fin de evitar la destrucción de Burdeos, María Teresa accedió a abandonar la ciudad el 2 de abril. Su valentía hizo que Napoleón declarase que María Teresa era «el único hombre de su familia». Tras la derrota de Bonaparte en la batalla de Waterloo el 18 de junio de 1815, la Casa de Borbón fue reinstaurada y Luis XVIII regresó a Francia. 
El 13 de febrero de 1820, el hijo menor del conde de Artois, Carlos Fernando, duque de Berry, fue asesinado por el partidario de Bonaparte y antimonárquico Louis Pierre Louvel, talabartero de profesión. Poco después, la familia real fue aclamada cuando se supo que María Carolina, viuda del duque de Berry, estaba embarazada, dando a luz el 29 de septiembre de 1820 a Enrique, conocido como el «niño milagro», quien posteriormente, como pretendiente al trono de Francia, asumiría el título de conde de Chambord.

### Delfina de Francia

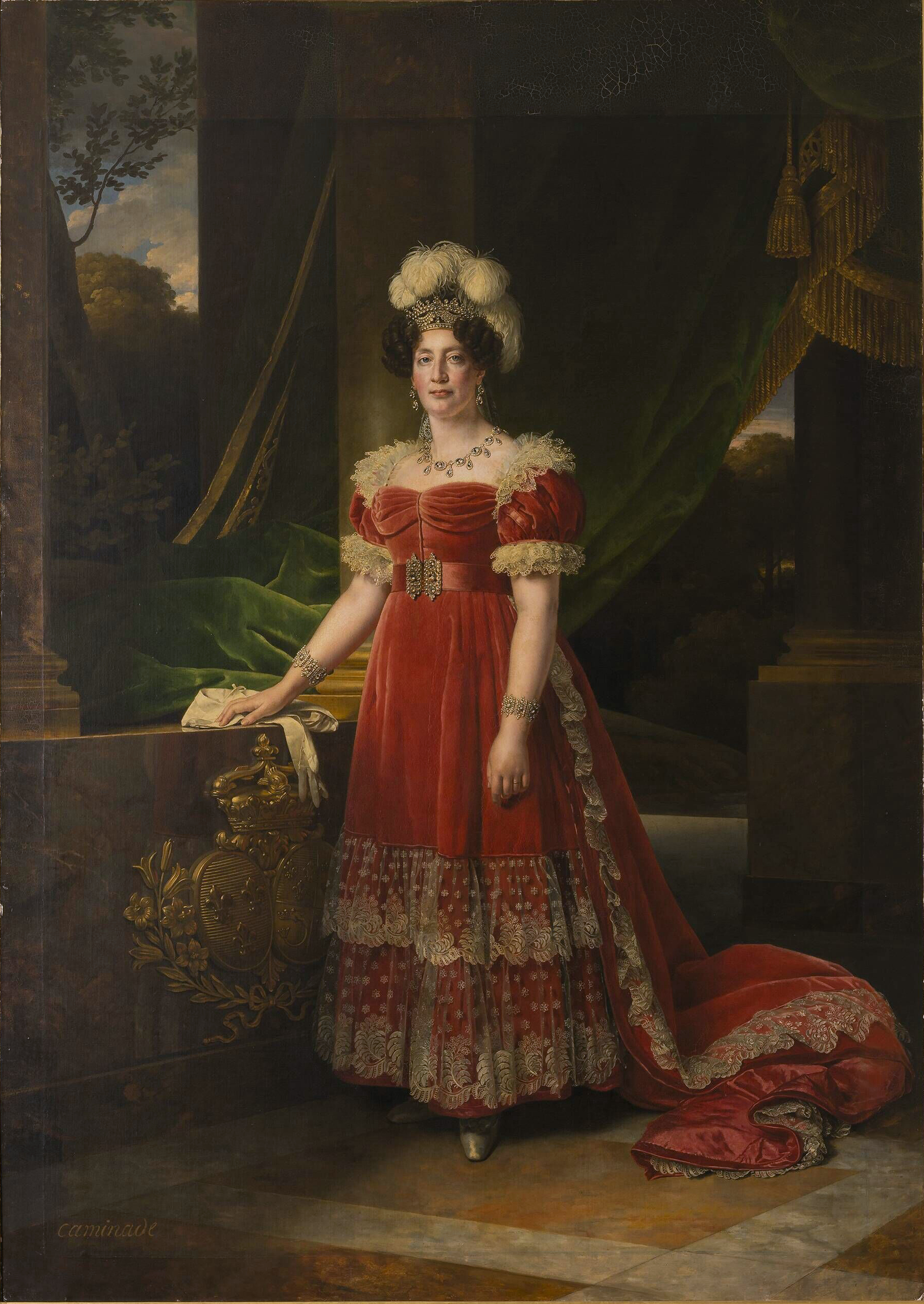
Retrato de María Teresa, por Alexandre-François Caminade (1827)

Luis XVIII falleció el 16 de septiembre de 1824, siendo sucedido por su hermano el conde de Artois como Carlos X. El esposo de María Teresa se convirtió, por tanto, en heredero al trono de Francia, siendo María Teresa tratada como Madame la delfina. No obstante, el sentimiento antimonárquico volvió a ganar impulso a consecuencia de las simpatías ultrarrealistas del rey, lo que motivó la alienación de las clases media y trabajadora.
El 2 de agosto de 1830, tras la revolución de julio del mismo año, Carlos X, quien se había trasladado con su familia al Palacio de Rambouillet, abdicó en favor de su hijo, quien a su vez abdicó en favor de su sobrino el duque de Burdeos, quien por aquel entonces tenía nueve años de edad. No obstante, pese a que Carlos X había pedido al duque de Orleans Luis Felipe fungir como regente del joven rey, este aceptó la corona cuando la cámara de diputados lo nombró rey de los franceses.
El 4 de agosto, acompañada por un largo séquito, María Teresa abandonó Rambouillet y partió nuevamente al exilio con su esposo, su tío, su sobrino, la duquesa de Berry y Luisa de Artois. El 16 de agosto, la familia llegó al puerto de Cherburgo, donde subieron a un barco rumbo a Gran Bretaña, habiendo dispuesto el rey Luis Felipe los arreglos necesarios para el traslado de sus primos.

### Últimos años
La familia real residió en el número 21 (actualmente número 22) del Regent Terrace en Edimburgo hasta 1833, cuando el suegro de María Teresa decidió trasladarse a Praga en calidad de huésped del emperador Francisco II, residiendo la familia en los lujosos apartamentos del Castillo de Praga. Posteriormente, la familia real abandonó Praga y se trasladó a una propiedad del conde Coronini ubicada cerca de Gorizia, por aquel entonces en territorio austriaco. María Teresa cuidó con devoción a su tío durante su enfermedad hasta 1836, cuando se produjo su deceso a consecuencia del cólera. Su esposo, quien falleció en 1844, fue enterrado junto a su padre, trasladándose María Teresa a Frohsdorf, un castillo de estilo barroco ubicado a las afueras de Viena, donde pasó la mayor parte del tiempo caminando, leyendo, cosiendo y rezando (era devota de la religión católica al igual que su tío Carlos y su tía Isabel). Su sobrino, el conde de Chambord, así como la hermana de éste se fueron a vivir con ella. En 1848, el reinado de Luis Felipe I llegó a su fin tras la revolución del mismo año, convirtiéndose Francia de nuevo en una República.
María Teresa murió de neumonía el 19 de octubre de 1851, siendo enterrada junto a su tío y su esposo en la cripta del monasterio franciscano de Castagnavizza en Gorizia (actual Kostanjevica, en la ciudad eslovena de Nova Gorica). María Teresa es descrita en su tumba como reina viuda de Francia en referencia a los veinte minutos de reinado de su esposo como Luis XIX.

### La «condesa oscura»
En octubre de 2013 se procedió a la exhumación de los restos de una mujer enterrada en Hildburghausen (Turingia, Alemania) con el fin de obtener muestras de ADN para determinar si pertenecían a María Teresa. La mujer, identificada como Sophie Botta, vivió en un castillo ubicado en Hildburghausen desde 1807 hasta 1837, no estableciendo contacto alguno con los habitantes de la zona ni dejándose ver en público sin un velo cubriendo su rostro. La mujer vivió junto a Leonardus Cornelius van der Valck, secretario de la embajada alemana en París desde julio de 1798 hasta abril de 1799, siendo ambos conocidos como los «condes oscuros». Van der Valck, quien se refería a Botta como Su Alteza, solo se comunicaba con ella en francés, motivo por el cual varios historiadores alemanes creyeron que esta mujer era la auténtica María Teresa, quien supuestamente habría intercambiado su lugar con su hermana adoptiva y posible medio hermana Ernestine Lambriquet tras la Revolución, posiblemente demasiado traumatizada como para volver a vivir en sociedad o tal vez como resultado de un embarazo producto de una violación por parte de uno de sus custodios en el Temple, hecho mencionado en una carta escrita por un amigo de la familia en la corte española en 1795. La investigación reveló que la condesa oscura no era María Teresa, lo que demostró la falsedad de la conocida como «teoría del intercambio».

## Títulos y órdenes

### Títulos
| ● 18 de diciembre de 1778-9 de junio de 1799:   | Su alteza real Madame Royale               |
| ● 9 de junio de 1799-2 de junio de 1805:        | Su alteza real la duquesa de Angulema      |
| ● 2 de junio de 1805-16 de septiembre de 1824:  | Su alteza real madame, duquesa de Angulema |
| ● 16 de septiembre de 1824-2 de agosto de 1830: | Su alteza real madame la delfina           |
| ● 2 de agosto de 1830-19 de octubre de 1851:    | Su alteza real la duquesa de Angulema (1)  |

1. El mismo 2 de octubre de 1830, técnicamente se convirtió en reina de Francia durante veinte minutos (léase en la introducción), por lo que le hubiera correspondido el título de Su majestad la reina de Francia y de Navarra. Si bien su marido nunca fue coronado ni ella elevada a este nivel, por lo que no se suele incluir dicha condición en su tabla de títulos.

### Órdenes
- 30 de noviembre de 1823: Dama de la Orden de las Damas Nobles de la Reina María Luisa.[32]

| Predecesor: María Antonieta de Austria | Delfina de Francia 1824 - 1830 | Sucesor: Elena de Mecklemburgo-Schwerin (como Princesa Real de Francia) |

| Predecesor: Luis XVII | Reina titular de Navarra 1795 - 1851 | Sucesor: Enrique V |